# 149街-大廣場車站
149街-大廣場車站（英語：149th Street–Grand Concourse station）是紐約地鐵一個地鐵站複合，由IRT傑羅姆大道線與IRT白原路線共用，位於布朗克斯莫特哈文及大廣場東149街及大廣場，設有以下列車服務：
- 2號線、4號線列車（任何時候停站）
- 5號線列車（任何時候停站（深夜除外））

## 車站結構
| G               | 街道                  | 出入口 |
| B1              | 夾層                  | 閘機、車站詢問處                                                                                                |
| B2 傑羅姆大道線 | 北行                  | 非尖峰時段往伍德羅恩（161街-洋基體育場）                                                                        |
| B2 傑羅姆大道線 | 島式月台，左/右側開門 | |
| B2 傑羅姆大道線 | 尖峰特快              | 往伍德羅恩（黃昏尖峰時段）（161街-洋基體育場） · 往猶提卡大道（早上尖峰時段）（125街）                          |
| B2 傑羅姆大道線 | 島式月台，左/右側開門 | |
| B2 傑羅姆大道線 | 南行                  | 往猶提卡大道（非尖峰時段，深夜往新地段大道）（138街-大廣場）                                                    |
| B3              | 夾層                  | 月台之間轉乘 |
| B4 白原路線     | 側式月台，右側開門    | 側式月台，右側開門                                                                                              |
| B4 白原路線     | 南行                  | 往夫拉特布殊大道-布魯克林學院（135街） · 往夫拉特布殊大道-布魯克林學院（平日）/滾球綠地（週末）（138街-大廣場） |
| B4 白原路線     | 北行                  | 往威克菲爾德-241街（第三大道-149街） · 黃昏尖峰時段往涅雷大道/伊斯徹斯特-代里大道（第三大道-149街）             |
| B4 白原路線     | 側式月台，右側開門    | |

## IRT傑羅姆大道線月台
149街-大廣場（英語：Grand Concourse (Bronx)）是IRT傑羅姆大道線一個快車地鐵站，設有兩個島式月台和三條軌道，中央軌道於尖峰時段尖峰方向使用。車站位於兩層車站複合的上層，並可免費轉乘至下層的IRT白原路線。牆上留有一些指示指向未曾興建的紐約中央線車站（現為大都會北方鐵路）。
車站於1917年6月2日啟用，並作為傑羅姆大道線的南端總站，直至IRT萊辛頓大道線經莫特哈文大道車站延長至上東城。

## IRT白原路線月台
149街-大廣場車站（英語：149th Street–Grand Concourse）位於IRT白原路線，設有兩個側式月台和兩條軌道。IRT白原路線月台位於這個兩層車站複合的下層，此層的月台南端設有均已關閉的升降機和行人天橋。

## 外部連結
- nycsubway.org—IRT White Plains Road Line: 149th Street/Grand Concourse (Mott Avenue)
- nycsubway.org—IRT Woodlawn Line: 149th Street/Grand Concourse
- Station Reporter — 2 Train
- Station Reporter — 4 Train
- Station Reporter — 5 Train
- The Subway Nut — 149th Street–Grand Concourse Pictures（页面存档备份，存于）
- 149th Street and Grand Concourse entrance from Google Maps Street View
- Former headhouse from Google Maps Street View
- Jerome Avenue Line platforms from Google Maps Street View （页面存档备份，存于）
- White Plains Road Line platforms from Google Maps Street View （页面存档备份，存于）